# Maikal
Maikal o Maikala o Mekala és una serralada muntanyosa a Chattisgarh, Índia, a la regió de la serralada de Vindhya. És la prolongació oriental de les muntanyes Satpura que formen el nord i sud de la vall del Narbada. S'inicia a la comarca de Khairagarh i es desenvolupa al sud-est uns 135 km fins a Amarkantak, una de les ciutats més sagrades (la part final és coneguda com a muntanyes Saletekri); forma un altiplà de 2.279 km². L'altura mitjana és de poc més de 600 metres però a la muntanya Lapha arriba fins als 1.085 metres. Com a naixement dels rius sagrats Narbada i Son tenen fama de muntanyes santes. De vegades el riu Narbada és anomenat Maikala Kanya (Filla de Maikala); també hi neixen el Mahanadi i el Johilla entre altres rius i rierols menors.